# Ó Molucca
Accipiter henicogrammus là một loài chim trong họ Accipitridae.